# Messy Little Raindrops
A Messy Little Raindrops Cheryl brit énekesnő második nagylemeze, mely 2010. október 29-én jelent meg a Fascination Records gondozásában. A projekt a 3 Words című többszörös platinalemezt követi, melyet pedig hét sikeres év előzött meg a Girls Aloud tagjaként. Cole legfőbb producere Wayne Wilkins lett, aki előző albumáról Fight for This Love című számán dolgozott. A lemez javarészt Londonban és Los Angeles-ben készült.
Az album sokkal inkább dance-pop stílusra épül, mint Cole előző munkája. A kritikusoktól vegyes értékeléseket kapott. Kiadása előtt megjelent a Promise This. A kislemez Írországban és az Egyesült Királyságban is listavezető lett. A lemez szintén első helyen debütált az utóbbi országban, Írországban viszont csak második helyezett lett. 2011. augusztus 19-én platina minősítést kapott a lemez, 300 000 eladott példány után.

## Háttér
Az album a 3 Words című többszörös platinalemezt követi, továbbá megelőzte egy válás Ashley Cole-tól és egy küzdelem a maláriával szemben. Cole 2010 februárjában kezdett dolgozni a nagylemezen, később beismerte, hogy a dalok egy része visszanyúlik a 3 Words-höz. A munka Los Angeles-ben folytatódott, mialatt Cole meggyógyult. Cheryl a lemezt izgalmasabbnak, nagyon személyesnek nevezte, továbbá utalt rá, hogy az album pop, R&B és dance jegyekre épült. A munka nagy részének producere Wayne Wilkins, aki korábban már a Fight for This Love-on és Rain on Me-n is dolgozott az énekesnővel. Cheryl dolgozott will.i.am-mel is, aki 3 Words című lemezének legfőbb producere volt. A Better to Lie J. R. Rotem munkája. Cole dolgozott még Starsmith, Al Shux, és Free School mellett is. Közreműködő énekesként August Rigo, Dizzee Rascal, Travie McCoy, és will.i.am dolgozott a lemezen.
Az album című a Raindrops című dalból származik.

## Kompozíció
A Promise This - az album első kislemeze - a nyitódal. Producere Wayne Wilkins, a szerzemény egy tempós pop dal, mely sokkal inkább dance hangzású, mint a korábbi számok. A bulvár szerint a dalt Ashley Cole-tól való válása inspirálta, valamint hogy Derek Hough segítette maláriával való küzdelme során. Ez viszont valószínűtlen, hiszen nem Cole szerezte a dalt. Ezt a Yeah, Yeah követi, melynek producere Starsmith volt, valamint Travie McCoy is közreműködött a számban. Ez egy house hatású felvétel. Többen Madonna Confessions on a Dancefloor érájához tartották hasonlónak. A Live Tonight egy will.i.am-mel közös szám. Az album negyedik dala és egyben második kislemeze a The Flood, melyet karácsonyi, könnyfakasztó dalként jellemzett az X magazin. Többen Natalie Imbruglia munkáihoz hasonlították a számot.
Az Amnesia című dalról kezdetben az terjedt, Britney Spears-feldolgozás lesz, viszont kiderült, egy Wilkins és Steve Kipner munkájával készült saját szerzeményről van szó. Az Everyone című dal producere is Wilkins volt, viszont közreműködött Dizzee Rascal brit rapper is. A dalszöveg Cole kedvence. A Raindrops Free School produceri munkájával készült. A szám lett az album címadó dala. A Hummingbird Al Shux szerzeménye, Beyoncé Halo című dalához hasonlították. A Better to Lie J. R. Rotem és August Rigo közreműködésével készült, többen Keri Hilson Knock You Down című felvételéhez hasonlították. A Let’s Get Down will.i.am közreműködésével készült. Freeez I.O.U. című dalából tartalmaz sample-t. A Happy Tears akusztikus pop stílusú dal, melyet a bulvár szerint szintén a válás inspirált. Producere Wilkins. A Waiting az album záródala, egy diszkódal mely Vanessa Carlton A Tousand Miles című szerzeményére épül.

## Promóció
A The X Factor-os szerepe mellett Cheryl megjelent a Piers Morgan's Life Stories című műsorban, ahol válásáról és a maláriáról beszélt. A műsor ekkor érte el legnagyobb nézettségét. A MediaCom Facebook-on promotálta a korongot.

### Kislemezek
A Promise This Chris Moyles műsorában debütált 2010. szeptember 14-én a BBC Radio 1 műsorán. A dalhoz tartozó videóklipet Sophie Muller rendezte, és 2010. szeptember 21-én mutatta be az ITV2. Október 24-én a The X Factor színpadán adta elő a számot Cheryl. 2010. október 25-én jelent meg a szám, és az ír és brit kislemezlistán első helyezést ért el, így a 2010-es év legsikeresebb kislemeze lett a szigetországban.
A The Flood az album második és utolsó kislemeze. A videóklip 2010. november 24-én debütált, kislemezként 2011. január 3-án jelent meg. A 2010-es The Royal Variety Performance-n adta elő a dalt az énekesnő. Az Alan Carr: Chatty Man során is előadta a számot a Promise This akusztikus változatával. 18. helyig jutott el a kislemezlistán.

## Az album dalai
- Forrás:[26]

|     | Cím                                      | Szerző(k)                                                                       | Producer(ek)                                       | Hossz |
| --- | ---------------------------------------- | ------------------------------------------------------------------------------- | -------------------------------------------------- | ----- |
| 1.  | Promise This                             | Priscilla Hamilton, Wayne Wilkins, Christopher Jackson                          | Wayne Wilkins                                      | 3:24  |
| 2.  | Yeah Yeah (közreműködik Travie McCoy)    | Fin Dow-Smith, Wayne Hector, Travis McCoy                                       | Starsmith                                          | 3:16  |
| 3.  | Live Tonight                             | William Adams, Cheryl Cole                                                      | will.i.am                                          | 3:30  |
| 4.  | The Flood                                | Hamilton, Wilkins                                                               | Wayne Wilkins, Antwoine "T-Wiz" Collins            | 3:57  |
| 5.  | Amnesia                                  | Steve Kipner, Wilkins, Tamyra Savage                                            | Wayne Wilkins, Steve Kipner                        | 3:43  |
| 6.  | Everyone (közreműködik Dizzee Rascal)    | Andre Merritt, Wilkins, Antwoine Collins, Dylan Mills                           | Wayne Wilkins, Antwoine "T-Wiz" Collins            | 3:59  |
| 7.  | Raindrops                                | Jean-Baptiste, Hamilton, Alain Whyte, Michael McHenry, Nick Marsh, Ryan Buendia | Free School                                        | 3:31  |
| 8.  | Hummingbird                              | Alexander Shuckburgh, Hamilton                                                  | Shux                                               | 3:12  |
| 9.  | Better to Lie (közreműködik August Rigo) | Jonathan Rotem, August Rigo                                                     | J. R. Rotem                                        | 3:29  |
| 10. | Let’s Get Down (közreműködik will.i.am)  | Adams, Cole                                                                     | will.i.am                                          | 3:51  |
| 11. | Happy Tears                              | Nasri Atweh, Wilkins, Collins                                                   | Wayne Wilkins, Antwoine "T-Wiz" Collins, RIch King | 3:54  |
| 12. | Waiting                                  | Baptiste, McHenry, Marsh, Buendia, Kelis Rogers                                 | Free School                                        | 4:09  |

| 13. | Fight for This Love              | Andre Merritt, Wayne Wilkins, Steve Kipner | Wayne Wilkins, Steve Kipner | 3:46 |
| 14. | 3 Words (közreműködik Will.i.am) | William Adams, George Pajon, Cheryl Cole   | will.i.am                   | 4:36 |
| 15. | Parachute                        | Ingrid Michaelson, Marshall Altman         | Syience                     | 3:42 |

Sample-k
- A Waiting Vanessa Carlton A Thousand Miles című dalából tartalmaz sample-ket.

## Albumlistás helyezések
| Chart (2010)               | Peak position |
| -------------------------- | ------------- |
| Európai Top 100 albumlista | 7             |
| Ír albumlista              | 2             |
| Brit albumlista            | 1             |

| Albumlista (2010) | Helyezés |
| ----------------- | -------- |
| Brit albumlista   | 21       |

| Ország             | Minősítés |
| ------------------ | --------- |
| Írország           | Platina   |
| Egyesült Királyság | Platina   |

## Fordítás
- Ez a szócikk részben vagy egészben  a   Messy Little Raindrops című angol Wikipédia-szócikk fordításán alapul.  Az eredeti cikk szerkesztőit annak laptörténete sorolja fel. Ez a jelzés csupán a megfogalmazás eredetét és a szerzői jogokat jelzi, nem szolgál a cikkben szereplő információk forrásmegjelöléseként.